# نزاعات العمل في هوليوود 2023
منذ الثاني من مايو 2023، تم تنفيذ سلسلة من النزاعات العمالية المستمرة ضمن صناعة السينما الأمريكية، تركزت بشكل رئيسي على إضرابات نقابة كتاب أمريكا ونقابة ممثلي الشاشة - الاتحاد الأمريكي لفناني الراديو والتلفزيون (SAG-AFTRA). هذه هي المرة الثانية التي تضرب فيها نقابتين عماليتين في هوليوود في وقت واحد - حيث حدث الأول في عام 1960 - مما أدى إلى استخدام وسائل الإعلام لمصطلح "إضراب هوليوود المزدوج" في تقاريرها.  
توقعت صحيفة "نيويورك تايمز" أن "المشاهدين على الأرجح سيلاحظون تأثيرات الإضراب المزدوج بشكل أوسع خلال الأشهر القليلة المقبلة" مع انضمام نقابة الممثلين. أدت النزاعات العمالية إلى أكبر تعطيل لصناعات التلفزيون والأفلام الأمريكية منذ بداية جائحة كوفيد-19 في عام 2020.   

## القضايا الأولية
القضايا الرئيسية التي تسبب الاحتكاك بين الاستوديوهات والفنانين في كلا النقابتين هي حقوق الملكية الفكرية، والنزاهة الفنية، وعدم وجود أرباح متبقية من خدمات البث المباشر، والتطورات الجديدة ضمن الذكاء الصناعي. 

## الإضرابات المعلنة

### إضراب نقابة الكتاب الأمريكية
إضراب نقابة الكتاب الأمريكية 2023 هو نزاع عمالي مستمر بين نقابة الكتاب الأمريكية (WGA) - التي تمثل 11500 كاتب سيناريو  وتحالف منتجي الصور المتحركة والتلفزيون [الإنجليزية] (AMPTP). بدأ في 2 مايو 2023.   وهو أكبر توقف للإنتاج التلفزيوني والسينمائي الأمريكي منذ وباء كوفيد-19 في عام 2020، بالإضافة إلى أكبر توقف للعمال أجرته نقابة الكتاب منذ إضراب 2007–08.  

### إضراب ساج أفترا
إضراب ساج أفترا 2023 هو إضراب عمالي مستمر بين الجهات الفاعلة في نقابة ممثلي الشاشة - الاتحاد الأمريكي لفناني الراديو والتلفزيون وتحالف منتجي الصور المتحركة والتلفزيون [الإنجليزية] (AMPTP). بدأ الإضراب في منتصف الليل بتوقيت المحيط الهادي الصيفي في 14 يوليو 2023، بعد أن أجرى مجلس إدارة ساج أفترا الوطني تصويتًا بالموافقة على الإضراب، يمثل الإضراب المرة الأولى التي يبدأ فيها الفاعلون نزاعًا عماليًا منذ إضراب الممثلين 1980 [الإنجليزية].

## ردود الفعل على الإضرابات
أعلن كل من نقابة المخرجين الأمريكية، ونقابة المنتجين الأمريكية، وجمعية إنصاف الممثلين ‏ ، ونقابة العمال في لوس أنجلوس كاليفورنيا، وجمعية إنصاف الممثلين البريطانيين ‏ ، ونقابة سائقي الشاحنات الدولية، والاتحاد الأمريكي للموسيقيين ‏، وهوليوود بيسك كرافتس، والتحالف الدولي لموظفي المسرح ‏، ونقابة الكتاب الأمريكية الشرقية، وتحالف فناني السينما والتلفزيون والراديو الكنديين ‏ بيانات دعم للإضراب بعد إعلان ساج أفترا عن نيتهم الانضمام إلى نقابة الكتاب الأمريكية في الإضراب.     
أعلنت فوكس أن التضامن الذي أظهر نحو المتضررين من نقابات هوليوود الأخرى أمر استثنائي و"مهم على عكس الإضراب الأخير في عام 2007"،  بينما أشار "بيزنس إنسايدر" إلى أن النزاعات هي من بين الاتجاهات الحديثة لحركة عمالية أقوى.

## ملحوظات
1. ↑  على الرغم من أن نقابة الكتاب الأمريكية الغربية ونقابة الكتاب الأمريكية الشرقية هي منظمات منفصلة، إلا أنها تشارك في أعمال الإضراب ككيان واحد، وهو نقابة الكتاب في أمريكا.